# Baron Penrhyn
Baron Penrhyn ist ein erblicher britischer Adelstitel, der je einmal in der Peerage of Ireland und einmal in der Peerage of the United Kingdom verliehen wurde.
Familiensitz der Barone beider Verleihungen war Penrhyn Castle bei Llandygai in Gwynedd, Wales.

## Verleihungen
Erstmals wurde der Titel am 19. November 1783 in der Peerage of Ireland für den ehemaligen Unterhausabgeordneten Richard Pennant geschaffen. Der Titel erlosch bei dessen Tod am 21. Januar 1808.
In zweiter Verleihung wurde der Titel Baron Penrhyn, of Llandegai in the County of Carnarvon, am 3. August 1866 in der Peerage of the United Kingdom für den ehemaligen Unterhausabgeordneten Edward Douglas-Pennant geschaffen. Dessen Schwiegervater war ein Großneffe und Erbe des Barons erster Verleihung. Er war zudem ein Bruder des George Douglas, 17. Earl of Morton.
Heutiger Titelinhaber ist seit 2003 dessen Nachfahre Simon Douglas-Pennant als 7. Baron.

## Liste der Barone Penrhyn

### Barone Penrhyn, erste Verleihung (1783)
- Richard Pennant, 1. Baron Penrhyn (um 1737–1808)

### Barone Penrhyn, zweite Verleihung (1866)
- Edward Douglas-Pennant, 1. Baron Penrhyn (1800–1886)
- George Douglas-Pennant, 2. Baron Penrhyn (1836–1907)
- Edward Douglas-Pennant, 3. Baron Penrhyn (1864–1927)
- Hugh Douglas-Pennant, 4. Baron Penrhyn (1894–1949)
- Frank Douglas-Pennant, 5. Baron Penrhyn (1865–1967)
- Malcolm Douglas-Pennant, 6. Baron Penrhyn (1908–2003)
- Simon Douglas-Pennant, 7. Baron Penrhyn (* 1938)

Titelerbe (Heir Apparent) ist der Sohn des aktuellen Titelinhabers, Hon. Edward Douglas-Pennant (* 1966).